# Kutkai
Kutkai é uma cidade e município do estado de Xã, no Mianmar (Birmânia).